# Liga Antifascista para la Libertad del Pueblo
Liga Antifascista para la Libertad del Pueblo (LALP) fue una coalición de partidos políticos birmanos creada en 1944 y disuelta en 1962. Estuvo a la cabeza de Birmania durante la mayor parte de su existencia.
Fue fundado por el Partido Comunista de Birmania (PCB) de Thakin Soe, el Ejército Nacional Birmano dirigido por Aung San y el Partido Revolucionario Popular (futuro Partido Socialista Birmano) de U Nu, durante una reunión secreta en Pégou en agosto de 1944, bajo el nombre de Organización Antifascista, para resistir la ocupación japonesa. Se le cambió el nombre después de la derrota japonesa para enfatizar la lucha de liberación nacional contra el colonizador británico.